# Sarafina!
Sarafina! (ang. Sarafina!) – dramat wyprodukowany w 1992 roku, w reżyserii Darrella Roodta. W jedną z głównych ról wcieliła się Whoopi Goldberg. Głównym tematem filmu jest apartheid.

## Obsada
- Whoopi Goldberg – Mary Masembuko
- Robert Whitehead – Interrogator
- Tertius Meintjes – porucznik Bloem
- Miriam Makeba – Angelina
- Leleti Khumalo – Sarafina
- John Kani – dyrektor szkoły
- Mbongeni Ngema – Sabela

i inni